# Георги Наумов (революционер)
Вижте пояснителната страница за други личности с името Георги Наумов.
Георги Наумов е български революционер, деец на Вътрешната македоно-одринска революционна организация.

## Биография
Георги Наумов е роден около 1876 – 1877 година в струмишкото село Просениково, тогава в Османската империя. Женен е и има две деца към 1904 година. Присъединява се към ВМОРО. През 1904 година е четник на Никола Жеков. На 12 март минава през пункт на ВМОРО при Кюстендил и навлиза в Македония с радовишката чета на Жеков от общо 5 души.
Мобилизиран на 28 септември 1912 година, през Балканските войни (1912 – 1913) участва в Македоно-одринското опълчение, в четата на Стамен Темелков и в 3-та рота на 6-а охридска дружина.